# 가계조사
가계조사(家計調査)는 오래전부터 연구자·기업·조합·정부 등에 의하여 이루어지고 있으나 그 조사목적은 각양각색이다. 그러나 가계조사의 근본 취지는 소비생활과 생활수준을 파악함에 있다 할 것이다.
대한민국에서는 1942년 1월부터 가계조사라는 명칭으로 일부 지역에 국민생활의 실태를 파악한 바 있으나, 지금 기록은 찾아 볼 수 없다. 이 조사는 8·15광복 후 일단 중단되었으나, 국민생활의 소비수준을 측정하기 위하여, 또한 국민생활을 개선하기 위한 정책 입안의 기초 자료로서, 정부는 1950년부터 한국은행과 협조하여 우선 가계조사를 실시하려고 한 바 있다. 그러나 6·25전쟁으로 조사계획을 실행하지 못했다. 그 후 1951년 7월부터 한국은행에서는 부산의 60세대를 대상으로 전시해 국민의 소비수준을 측정하기 위한 생계비 조사를 표본추출방식에 의하여 실시한 바 있고, 1954년부터는 서울 근로자 가구 100세대를 각각 표본추출하여 1959년까지 계속 조사하였다. 그러나 그 조사방법이 일부 근로자만을 선정한 전형 조사였기 때문에 조사결과에서 얻은 자료의 이용 범위가 협소하였다. 따라서, 1960년 한국은행에서는 이를 전면적으로 개편하여 임의표본 조사방식에 의하여 도시가계의 동향을 계속 조사하고 1963년까지 소비자 물가지수의 가중치(加重値) 산물과 국민소득추계(國民所得推計)의 기초자료를 제공하여 왔다.
5·16군사정변 후에는 정부 통계의 강화 조치에 따라 1963년 1월부터 기본 통계의 하나인 도시가계조사를 재정경제원 조사 통계청에서 매년 매월 실시하고 있다(지정 통계 제10호).

## 조사대상
서울특별시를 비롯한 전 도시의 전 가구를 대상으로 하나, 조사대상으로 적합치 못한 아래의 가구는 여기에서 제외한다.
1. 농가,
2. 어가,
3. 단독가구,
4. 가계 수지 파악이 곤란한 가구,
  1. 음식점·여관·하숙업 등을 경영하여 영업 수지와 가계수지를 분리하기 곤란한 가구,
  2. 가구원의 구성이 가족을 위주로 하지 않는 혼성된 가구, ⑤ 외국인 가구

## 조사항목
조사사항은 가구구성원 및 주거에 관한 사항, 가구구성 및 그 변동에 관한 사항, 집계에 관한 사항, 가계의 수입과 지출에 관한 사항(식량 소비량 포함) 등이다.

## 조사방법
조사원이 직접 조사대상 가구를 방문하여 근로자 가구에 대하여는 소득과 지출을, 근로자 이외의 가구에 대하여는 지출만을 품목별로 면접 조사한다. 본조사 중, 품목 수가 많고 기억하기 어려운 식료품비 조사표에 기장하도록 하였으며, 식료품비 이외의 전 품목에 대하여는 매월 3회 이상 대상 가구를 방문, 보조조사표에 의하여 조사원이 면접 조사를 실시한다.

## 표본설계
1. 표본추출 방법은 층화이단집락 추출방법(層化二段集落抽出方法)으로 인구 센서스에 사용된 조사구(調査區)를 1차 추출 단위로 하였고 조사구내의 소구역을 2차 추출단위로 하였다.
2. 층화의 자료는 인구 센서스 때 부대조사로 수집한 각 조사구별 특성을 사용하였다. 가계조사표본에 사용된 도시 조사구 특성은 다음과 같다.
  1. 자택률(自宅率)
  2. 지역적 특성(㉠ 상가지대 ㉡ 공장지대 ㉢ 일반주택 ㉣ 국민후생, 영단주택(營團住宅) 및 관사(官舍))
  3. 지형(㉠ 산 ㉡ 평지)
  4. 조사구 부근의 대학의 유무
  5. 시장까지의 거리
  6. 텔레비전 수상기 보유율
3. 가계조사표본에 사용된 인구·주택 센서스 조사구에 대해서는 위의 특성에 의하여 164개의 층으로 분류하고 각 층에서 확률비례 계통추출법에 의하여 2개의 조사구를 추출하였다.
4. 추출된 조사구에서는 가구를 직접 추출하지 않고 전체 추출률이 1/500이 되도록 조사구를 여러 개의 소구역으로 분류하고 그 중 하나로 단순임의추출하였다.
5. 구역수를 결정하는데 사용한 공식은 다음과 같다. 여기서,

=전체 추출률(1/1,200)
=1차 추출단위추출률
=2차 추출단위추출률
=n층의 크기
=n층내 번째 표본조사구의 크기
m =구역 수

## 참고
1. ↑  “통계청 가계금융·복지조사”. 2014년 4월 7일에 원본 문서에서 보존된 문서. 2014년 4월 1일에 확인함.